# Севери (династия)
Вижте пояснителната страница за други значения на Севери.
Северите са императорска династия в Рим, управлявала от 193 до 235 година. Най-известни представители на династията са Септимий Север, Каракала и Александър Север. Водят антисенатска политика. Разцвет на градския живот.
Въпреки че носят името Север, императорите Север II и Север III не са част от династията на Северите.